# Clásica a los Puertos de Guadarrama 2000
La Clásica a los Puertos de Guadarrama 2000, ventitreesima edizione della corsa, si svolse il 6 agosto 2000 su un percorso di 152 km, con partenza e arrivo a Guadarrama. Fu vinta dallo spagnolo Francisco Mancebo della Banesto davanti ai suoi connazionali Fernando Escartín e Roberto Heras.

## Ordine d'arrivo (Top 10)
| Pos. | Corridore             | Squadra                          | Tempo    |
| ---- | --------------------- | -------------------------------- | -------- |
| 1    | Francisco Mancebo     | Banesto                          | 3h35'20" |
| 2    | Fernando Escartín     | Kelme                            | s.t.     |
| 3    | Roberto Heras         | Kelme                            | s.t.     |
| 4    | Carlos Sastre         | ONCE-Deutsche Bank               | a 6"     |
| 5    | Juan Antonio Flecha   | Relax-Fuenlabrada                | s.t.     |
| 6    | José Javier Gómez     | Kelme                            |          |
| 7    | Óscar Sevilla         | Kelme                            |          |
| 8    | Jose Vicente Garcia   | Banesto                          |          |
| 9    | Juan Carlos Dominguez | Vitalicio Seguros-Grupo Generali |          |
| 10   | David Etxebarria      | ONCE-Deutsche Bank               |          |